# 卡罗利妮·迪勒·布雷旺
卡罗利妮·迪勒·布雷旺（挪威語：Karoline Dyhre Breivang，1980年5月10日—），挪威女子手球運動員，亦是挪威國家女子手球隊隊員，司職後衛。曾在2011年世界女子手球錦標賽為挪威隊奪得冠軍。

## 生平
2008年，布雷旺代表挪威參加中國北京舉行的奥林匹克运动会女子手球比賽，最終贏得一面金牌。
2012年，布雷旺代表挪威參加英國倫敦舉行的奥林匹克运动会女子手球比賽，助球隊成功衛冕。